# X (SAB)
X är ett signum i SAB som står för musikalier, oftast är det noter som avses.

## XMusikalier
- Xa Musikteori
- Xb Musikhistoria
  - Xb. Särskilda perioder (indelning enligt K (SAB))
- Xc Soloverk
- Xd Tangentinstrument
- Xe Stråkinstrument
- Xf Blåsinstrument
- Xg Knäppinstrument
- Xh Slagverk
- Xi Elektriska musikinstrument
- Xj Mekaniska musikinstrument
- Xk Instrumentalensembler
- Xl Orkestermusik
- Xo Solosång
- Xp Körsång
- Xq Särskilda former av vokalmusik
- Xy Vokalmusiktexter
- Xä Parodier, signaler, ljudeffekter m.m.